# Endelus bicarinatus
Endelus bicarinatus es una especie de escarabajo del género Endelus, familia Buprestidae. Fue descrita científicamente por Théry en 1932.

## Distribución geográfica
Se han registrado especies en Japón y Vietnam.